# MMA femenino

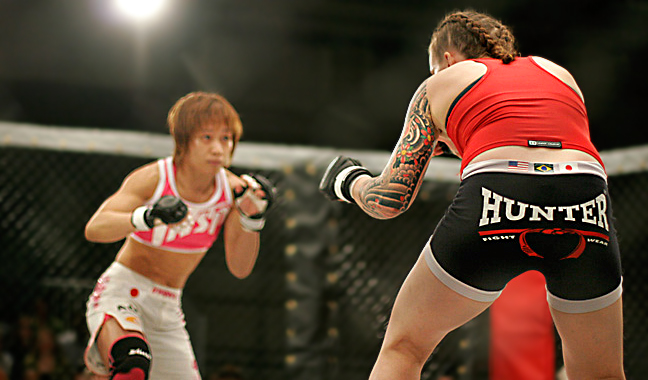
Luchadoras de MMA se enfrentan en un combate.

El MMA femenino es una sección de las artes marciales mixtas (MMA, por sus siglas en inglés) practicado por mujeres. Si bien, se trata de un deporte principalmente dominado por hombres, también cuentan con atletas femeninas. Por ejemplo, la competencia femenina en Japón incluye organizaciones como DEEP Jewels.
Ha habido una creciente conciencia de las mujeres en MMA debido a luchadoras y personalidades populares como Amanda Nunes, Megumi Fujii, Gina Carano, Ronda Rousey, Miesha Tate, Holly Holm, Alexa Grasso, Joanna Jędrzejczyk, entre otras. Carano se hizo conocida como «la cara del MMA femenino» después de aparecer en varios eventos de EliteXC. Esto fue impulsado por sus apariciones en la reposición de 2008 de MGM Television de su programa de juegos American Gladiators.
La decisión de UFC de permitir peleadoras femeninas en la organización, para promover a la peleadora dominante Ronda Rousey, a menudo se cita como la razón por la que las artes marciales mixtas femeninas se hicieron conocidas por el público en general. Rousey ganó el premio ESPY al mejor peleador del año en 2015, superando a luchadores destacados como Floyd Mayweather Jr. y convirtiéndose en la primera luchadora de MMA en ganar dicho premio.

## Historia

### Origen y primeros años
En Japón, la competición femenina está documentada desde mediados de los años 1990. Influenciada por la lucha libre profesional femenina y el kickboxing, la organización Smackgirl se formó en 2001 y se convirtió en la única promoción importante exclusivamente femenina en MMA. Otras organizaciones femeninas japonesas exitosas incluyeron Ladies Legend Pro-Wrestling, ReMix (un predecesor de Smackgirl), U-Top Tournament, K-Grace y AX.
Mientras el MMA femenil ganaba adeptos en suelo japonés, no era tanto así en otros países donde este deporte tiene gran base de seguidores, principalmente Brasil y los Estados Unidos. En este último país, antes del éxito del reality show The Ultimate Fighter, había poca cobertura importante de las competiciones femeninas. Algunas de las primeras organizaciones con mayor inclusión femenina eran International Fighting Championships, SuperBrawl, King of the Cage, Bas Rutten Invitational y HOOKnSHOOT. La primera competencia femenina registrada en los EE. UU. fue en un IFC 4 entre Becky Levi y Betty Fagan el 28 de marzo de 1997. A esto pronto le siguió un torneo IFC de cuatro mujeres sancionado por la Comisión de Boxeo y Lucha Libre de Luisiana el 5 de septiembre de ese año 1997 en Baton Rouge.
Desde mediados de la década de 2000, llegó más cobertura cuando organizaciones como Strikeforce, EliteXC, Bellator Fighting Championships y Shark Fights invitaron a las mujeres a competir. A finales de esa década, Ultimate Warrior Challenge México, una de las empresas más antiguas de aquel país, albergó el 30 de mayo de 2009 un evento de nombre UWC México 2: Furia Cacharilla que marcó la primera vez que hubo un combate femenino en el MMA mexicano. Las protagonistas fueron Margarita de la Cruz Ramírez y Cristina Marks, ambas debutando como profesionales y con Ramírez llevándose la victoria por sumisión.

### El auge del MMA femenino
Tras la adquisición de Strikeforce por parte de Zuffa en marzo de 2011, ha habido mucha especulación sobre el futuro de la competición femenina, tanto en términos de relevancia como de popularidad.
Ronda Rousey fue una luchadora que despertó la popularidad de las luchadoras femeninas. Cuando firmó con UFC en 2012, las peleas femeninas no eran muy populares y no se consideraban un deporte para mujeres. Rousey pudo abrir los ojos a muchas personas y demostrar que Dana White, el presidente de UFC, estaba muy equivocado; fue la «cara de UFC» y la luchadora mejor pagada durante mucho tiempo. Además de ser medallista olímpica, Rousey también ganó medallas de oro consecutivas en el Campeonato Panamericano, y a muchas personas les sorprendió lo carismática y talentosa que era. Cada día, las luchadoras de MMA se vuelven más populares y obtienen más espectadores.
También en 2012, ante la subrepresentación de la MMA femenil, se creó la empresa Invicta Fighting Championships. La promoción celebró su primer evento el 28 de abril, y estuvo encabezado por una revancha entre la ex campeona de peso gallo femenino de Strikeforce, Marloes Coenen, y Romy Ruyssen.

## Reglamento
Las reglas tradicionales de MMA a menudo se han ajustado para las competiciones femeninas por motivos de seguridad. En Japón, ReMix prohibía los golpes de suelo y presentaba un límite de tiempo de 20 segundos para las peleas en el suelo. Esta regla se mantuvo después del cambio de marca de ReMix en 2001 a Smackgirl, aunque el límite de tiempo se extendió a 30 segundos. La norma fue abolida en 2008.
En Estados Unidos, los combates femeninos organizados por EliteXC tenían asaltos de tres minutos, mientras que los de Strikeforce tenían originalmente una duración de dos minutos. Estas duraciones se comparan con los cinco minutos más habituales para los competidores hombres. Strikeforce luego cambió esta regla para permitir asaltos de cinco minutos.
Si bien los peleadores masculinos deben usar un protector de ingle, las mujeres tienen prohibido hacerlo. Las mujeres deben usar camiseta y protector de pecho, mientras que a los hombres no se les permite ninguno de los dos.